# Кастело (Асколи Пичено)
Кастело (итал. Castello) насеље је у Италији у округу Асколи Пичено, региону Марке.
Према процени из 2011. у насељу је живело 88 становника. Насеље се налази на надморској висини од 444 м.